# Ladislaus Eugen Petrovits

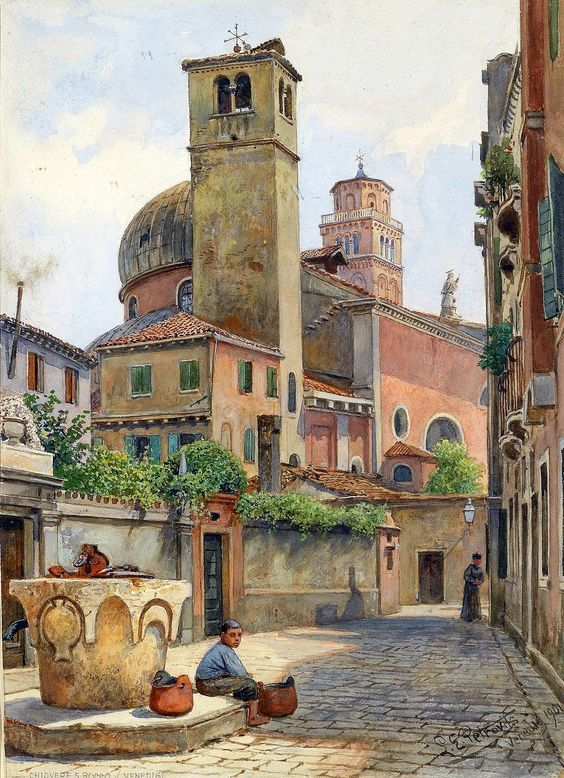
Petrovits: Largo e Chiovere Campiello San Rocco

Ladislaus Eugen Petrovits (* 25. Januar 1839 in Wien; † 1. April 1907 ebenda) war ein österreichischer Vedutenmaler und Illustrator.
Geboren als Sohn des Bildhauers Demeter Petrovits (1799–1850), sollte er den Beruf des Vaters fortsetzen, jedoch unter dem Einfluss des Theatermalers Carlo Brioschi studierte er von 1857 bis 1861 an der Akademie der Bildenden Künste Wien bei Franz Steinfeld dem Jüngeren und Albert Zimmermann.
Petrovits illustrierte Bücher, lieferte auch Illustrationen an die Illustrierte Zeitung (Leipzig) und L’Illustration (Paris). Ab 1859 nahm er an Kunstausstellungen teil, vor allem mit Stadtansichten und Landschaftsbildern.